# (16197) Bluepeter
(16197) Bluepeter (2000 AA243) – planetoida z grupy pasa głównego asteroid okrążająca Słońce w ciągu 3,75 lat w średniej odległości 2,41 j.a. Odkryta 7 stycznia 2000 roku.